# Roberta Bayley
Roberta Bayley est une photographe américaine née en 1950, connue pour ses clichés de la scène punk new-yorkaise des années 1970.

## Biographie
Roberta Bayley grandit en Californie, puis vit trois ans à Londres avant d’arriver à New York en 1974. Elle s’y installe, fréquente un temps Richard Hell, et commence à travailler comme videuse au CBGB. Par ce biais, Bayley découvre le magazine Punk pour lequel elle devient photographe fin 1975. Parmi ses premiers travaux figurent des photos de The Heartbreakers.
Début 1976, elle prend devant un mur en brique devenu célèbre, la photo des Ramones qui orne leur premier album. Elle photographie également Iggy Pop, Elvis Costello, Blondie, Debbie Harry, les Sex Pistols, The Clash… 
Avec le déclin du punk, son travail est peu à peu oublié, jusqu’au début des années 90, lorsque les membres de Nirvana citent le punk comme influence. Roberta Bayley expose ensuite ses clichés principalement aux États-Unis, ainsi qu’en Australie, en Europe ou au Mexique.
En 2019, Bayley est l’objet d’un documentaire de Beth Lasch, Roberta Bayley: She Just Takes Pictures.

## Ouvrages
- (en) Victor Bockris et Roberta Bayley, Patti Smith: An Unauthorized Biography, New York, Simon & Schuster, 1999
- (en) Roberta Bayley, Blondie Unseen: 1976-1980, Londres, Plexus Publishing, 2007